# União Futebol Comércio e Indústria de Tomar
L'União Tomar est un club portugais de football basé à Tomar. Le club évolue dans le championnat portugais du district de Santarém.

## Historique
Le club passe 6 saisons en Liga Sagres (1re division). 
Il obtient son meilleur résultat en D1 lors de la saison 1968-1969, où il se classe 10e du championnat, avec 7 victoires, 7 matchs nuls et 12 défaites.
La dernière présence en 1re division de l'Uniao Tomar remonte à la saison 1975-1976.
L'Uniao Tomar évolue pour la dernière fois en D2 lors de la saison 1983-1984.